# Ван Лэй (фигурист)
Ван Лэй (кит. упр. 王磊, пиньинь Wáng Lěi, родился 11 июля 1988, Харбин) — китайский фигурист, выступающий в парном катании. В паре с Ван Сюэхань становился чемпионом Китая (2016), бронзовым призёром Гран-при Японии (2016), Франции (2014) и Китая (2014).
Ван начинал карьеру одиночником, дважды занял седьмое место на этапах юниорского Гран-при. После перехода в парное катание с 2006 по 2012 год выступал с Чжан Юэ, совместно они стали серебряными призёрами финала юниорского Гран-при (2008), серебряными призёрами чемпионата Китая (2009), бронзовыми призёрами Универсиады (2011) и участниками чемпионатов мира и четырёх континентов. После распада пары в 2012 году начал кататься с Ван Сюэхань.

## Карьера

### Выступления с Чжан Юэ
Чжан Юэ и Ван Лэй объединились в пару в 2006 году. Сразу же они завоевали две бронзовые медали на этапах юниорского Гран-при, в Великобритании и Эстонии. В финале Гран-при они заняли восьмое, последнее, место, но из-за отмены результата победившей в этом турнире российской пары Вера Базарова и Юрий Ларионов (в связи с обнаруженным употреблением партнёром допинга), поднялись на седьмое место. Кроме того, в этом же сезоне они дебютировали во «взрослой» серии Гран-при: на домашнем этапе «Cup of China» они стали четвёртыми, что неплохо для дебюта. На чемпионате мира среди юниоров этого сезона пара заняла седьмое место.
В сезоне 2008—2009 они отобрались в финал юниорского Гран-при, где стали вторыми следом за Любовью Илюшечкиной и Нодари Майсурадзе. Во «взрослой» серии пара выступила на этапах «Skate America» и «Cup of China», где стала 8-й и 5-й соответственно.
Сезон 2011—2012 пара пропустила из-за травмы Чжан Юэ. 

### В паре с Ван Сюэхань
Затем она приняла решение закончить выступления и Ван Лэй встал в пару с Ван Сюэхань. Однако на международных стартах они дебютировали лишь осенью 2014 года на домашнем этапе Гран-при. Старт оказался успешным; после короткой программы пара занимала второе место, однако в заключительный день они оказались на общем третьем месте. Также третьими они оказались и в Бордо на французском этапе Гран-при.
Новый сезон пара открыла в США на серии Гран-при Skate America. Фигуристы выступили очень неудачно, после короткой программы они заняли третье место; однако провалили произвольную и оказались шестыми. В начале ноября фигуристы выступили на домашнем этапе Гран-при Ауди Кубок Китая. Они оказались в итоге на четвёртом месте. Были улучшены достижения в сумме и короткой программе. В декабре 2015 года Ван Лэй впервые стал чемпионом Китая в парном катании. В начале апреля в Бостоне на мировом чемпионате китайская пара сумела пробиться в число участников произвольной программы. В конце апреля, выступая в США за команду Азии, на Кубке континентов пара немного улучшила своё предыдущее спортивное достижение в произвольной программе.
Новый предолимпийский сезон китайцы начали на домашнем этапе Гран-при в Пекине, китайская пара заняла на Кубке Китая четвёртое место. В конце ноября они выступали на заключительном этапе Гран-при в Саппоро, где уверенно заняли третье место и превзошли прежнее достижение в произвольной программе. На этом они завершили данный сезон и не стартовали на национальном чемпионате. На следующий сезон пара снялась с двух этапов Гран-при. Приняла участие только на национальном чемпионате, где выиграла бронзовые медали.

## Программы
(с 	Ван Сюэхань)
| Сезон     | Короткая программа                                        | Произвольная программа                                      | Показательные номера                                                                  |
| --------- | --------------------------------------------------------- | ----------------------------------------------------------- | ------------------------------------------------------------------------------------- |
| 2016—2017 | «Steppin' Out with My Baby» в исполнении Jumpin' Joz Band | «Love Is a Many-Splendored Thing» Сэмми Фейн                | «Hurt» в исполнении Чжан Вэй                                                          |
| 2015—2016 | Romance                                                   | «Моя прекрасная леди» Фредерик Лоу                          | «The Prayer» Селин Дион и Андреа Бочелли                                              |
| 2014—2015 | Romance                                                   | «Моя прекрасная леди» Фредерик Лоу                          | «Wishing You Were Somehow Here Again» (из мюзикла «Призрак Оперы») Эндрю Ллойд Уэббер |
| 2013—2014 | «Лебедь» Камиль Сен-Санс                                  | «Singin' in the Rain Suite» (из фильма «Поющие под дождём») |                                                                                       |

(с Чжан Юэ)
| Сезон     | Короткая программа                                        | Произвольная программа                                      |
| --------- | --------------------------------------------------------- | ----------------------------------------------------------- |
| 2011—2012 | «Лебедь» Камиль Сен-Санс                                  | «Singin' in the Rain Suite» (из фильма «Поющие под дождём») |
| 2010—2011 | «Tango de los Exilados» Уолтер Тайеб и Ванесса Мэй        | «Рапсодия на тему Паганини» Сергей Рахманинов               |
| 2009—2010 | «Рапсодия на тему Паганини» Сергей Рахманинов             | «Коппелия» Лео Делиб                                        |
| 2008—2009 | «The Way Old Friends Do» ABBA в исполнении Максима Мрвицы | «Коппелия» Лео Делиб                                        |
| 2007—2008 | Marine Music medley из кинофильма «Попай» Гарри Нильсон   | «Коппелия» Лео Делиб                                        |

## Результаты
| Результаты выступлений с Пэн Чэн |       |
| Соревнования                     | 23/24 |
| Международные                    |       |
| Гран-при. Cup of China           | 3     |
| Гран-при. Финляндия              | 4     |
| Shanghai Trophy                  | 1     |

| Результаты выступлений с Ван Сюэхань |       |       |       |       |       |       |       |
| Соревнования                         | 12/13 | 13/14 | 14/15 | 15/16 | 16/17 | 17/18 | 18/19 |
| Международные                        |       |       |       |       |       |       |       |
| Чемпионат мира                       |       |       |       | 15    |       |       |       |
| Гран-при. NHK Trophy                 |       |       |       |       | 3     |       |       |
| Гран-при. Skate America              |       |       |       | 5     |       |       |       |
| Гран-при. Trophée Bompard            |       |       | 3     |       |       |       |       |
| Гран-при. Cup of China               |       | 4     | 3     | 4     | 4     |       |       |
| Национальные                         |       |       |       |       |       |       |       |
| Чемпионат Китая                      | 3     | 4     | 2     | 1     |       | 3     | 2     |

| Результаты выступлений с Чжан Юэ |       |       |       |       |       |
| Соревнования                     | 07/08 | 08/09 | 09/10 | 10/11 | 11/12 |
| Международные                    |       |       |       |       |       |
| Чемпионат мира                   |       | 16    |       | 13    |       |
| Чемпионат четырёх континентов    |       |       | 6     | 9     | 9     |
| Гран-при. Skate America          |       | 8     |       |       |       |
| Гран-при. Cup of China           | 4     | 5     |       |       |       |
| Гран-при. NHK Trophy             |       |       |       | 8     |       |
| Зимняя Универсиада               |       |       |       | 3     |       |
| Международные среди юниоров      |       |       |       |       |       |
| Чемпионат мира                   | 7     | 8     | 6     |       |       |
| Финал Гран-при                   | 7     | 2     | 3     |       |       |
| Гран-при. Германия               |       |       | 2     |       |       |
| Гран-при. Белоруссия             |       | 3     | 2     |       |       |
| Гран-при. Мексика                |       | 5     |       |       |       |
| Гран-при. Эстония                | 3     |       |       |       |       |
| Гран-при. Великобритания         | 3     |       |       |       |       |
| Национальные                     |       |       |       |       |       |
| Чемпионат Китая                  | 6     | 2     | 3     | 3     |       |